# Beatriz Paredes Rangel
Beatriz Elena Paredes Rangel (Tlaxcala, Tlaxcala; 18 de agosto de 1953) é uma socióloga, política e diplomata mexicana. Foi presidente nacional do Partido Revolucionário Institucional entre 2007 e 2011, tendo sido anteriormente governadora de Tlaxcala (1987-1992). Em 2012, foi apontada embaixadora do México no Brasil.

## Biografia
Beatriz Paredes estudou na Universidade Nacional Autónoma de México, onde cursou Sociologia, porém não terminando a formação.
Iniciou sua carreira política aos 21 anos de idade, ao ser eleita deputada ao Congresso de Tlaxcala entre 1974 e 1977. Posteriormente foi deputada federal, chegando a presidir a Câmara de Deputados e a responder um dos informes do governo de José López Portillo. Em 1982 foi designada Subsecretária da Reforma Agrária e em 1986 foi postulada pelo PRI como candidata a governadora de Tlaxcala, cargo que exerceu entre 1987 e 1992 convertendo-se na primeira mulher a governar um estado do México.
Em 1993 foi nomeada pelo presidente Carlos Salinas de Gortari como embaixadora do México em Cuba e uma ano depois foi eleita senadora; e logo depois líder da Confederação Nacional Campesina. Em 2000, foi eleita uma vez mais, deputada federal e designada líder da bancada do PRI na Câmara de Deputados, na primeira legislatura em que o partido não teria a presidência da República. Em duas ocasiões presidiu a Câmara e contestou dois informes de governo do presidente Vicente Fox. Durante este mesmo período se candidatou a presidência do PRI, perdendo a eleição por estreitíssima margem para a chapa formada por Roberto Madrazo Pintado e Elba Esther Gordillo. Em 2003 foi convidada por Madrazo como presidente da Fundación Colosio do PRI. Em 18 de fevereiro de 2007 foi eleita presidenta do Partido Revolucionário Institucional, derrotando seu principal adversário Enrique Jackson.